# Horbove, Kulîkivka
Horbove (în ucraineană Горбове) este localitatea de reședință a comunei Horbove din raionul Kulîkivka, regiunea Cernihiv, Ucraina.

## Demografie
Componența lingvistică a localității Horbove
     Ucraineană (98,52%)
     Rusă (1,48%)
Conform recensământului din 2001, majoritatea populației localității Horbove era vorbitoare de ucraineană (98,52%), existând în minoritate și vorbitori de rusă (1,48%).